# Václav Volf (1856)
Václav Volf (26. října 1856 Máslojedy – 25. října 1926 Praha) byl armádní důstojník, ředitel a inspektor hřebčínů. Byl starším bratrem literáta Josefa Volfa a strýcem československého legionáře Václava Volfa.
Působil v ústavu pro odchov teplokrevných hřebců v Radowci, v tehdejší rakouské Bukovině, dnes v Rumunsku. Jako důstojník při státních hřebčínech tam dosáhl hodnosti podplukovníka, a dokonce získal šlechtický titul. Kvůli koním pracovně cestoval do Arábie, Británie, Belgie, Francie, Ruska. V tomto ústavu působil v letech 1882 až 1913, kdy skončil na vlastní žádost. Od roku 1906 dokonce ústavu velel. Po návratu do Čech byl povýšen do hodnosti plukovníka a stal se zemským velitelem hřebčích ústavů, neboli Bešelů. Roku 1918 se ve věku 62 let stal inspektorem chovných ústavů. Začal vést chovný ústav koní na Hluboké, v té době ještě v majetku Schwarzenbergů.
Po vzniku samostatného Československa byl tehdejším ministrem zemědělství Karlem Práškem jmenován ředitelem tehdy nově státního hřebčína v Kladrubech nad Labem. Jako ředitel přímo podléhal ministru zemědělství. Tuto pozici vykonával od konce dubna 1919 do roku 1925. V seznamu ředitelů Národního hřebčína v Kladrubech nad Labem je psán jako Václav Wolf s „W“. V závěru roku 1921 sepsal zprávu o stavu hřebčína s chovem starokladrubských koní, v níž zmiňuje, že zájem o něj klesl na minimum a jeho další chov v hřebčínu postrádá smysl. Poprvé bylo navrženo kladrubské koně přestěhovat z hřebčína jinam. Jejich chov však měl být zachován.
Dne 25. května 1925 byl povýšen do 5. hodnostní třídy technických úředníků a zproštěn vedení hřebčína. Nově se stal inspektorem ministerstva zemědělství pro chov koní všech československých koňských chovných ústavů, včetně kladrubského.
Zemřel den před svými 70. narozeninami, dne 25. října 1926. Pochován byl v Praze na Vinohradském hřbitově.